# Casimiro Guglielmo d'Assia-Homburg
Casimiro Guglielmo d'Assia-Homburg (Weferlingen, 23 marzo 1690 – Hötensleben, 9 ottobre 1726) fu un principe d'Assia-Homburg.

## Vita
Casimiro Guglielmo era il più giovane dei figli maschi del Langravio Federico II d'Assia-Homburg (1633–1708), il famoso Principe di Homburg, nato dal suo secondo matrimonio con Luisa Elisabetta (1646–1690), figlia del Duca Giacomo di Curlandia. Fu educato insieme con il suo fratellastro più giovane di tre anni Giorgio Luigi (figlio del terzo matrimonio di Federico II con la Contessa Sofia Sibilla di Leiningen-Westerburg (1656–1724). Durante una visita a suo cugino il duca Federico Guglielmo di Meclemburgo-Schwerin la passione per la caccia, che condivideva con il padre e i suoi fratelli, si svegliò in lui
Dal momento che suo fratello maggiore Federico III ed i suoi due figli maschi lo precedevano nella linea di successione, egli optò per una carriera militare e combatté nel 1708 in un reggimento Meclemburgo sotto il principe Eugenio di Savoia. Nei primi mesi del 1715, entrò nell'esercito svedese sotto Carlo XII. Già all'inizio dell'estate fu fatto prigioniero a Wismar e si ritirò dall'esercito.
Nel 1718, i principi di Assia-Homburg si divisero alcune proprietà per sorteggio. Casimiro Guglielmo estrasse il maniero a Hötensleben. Egli possedé anche Sinclair-Haus di fronte al castello di Homburg a Bad Homburg.
La sua eredità nel suo diario di caccia, in cui descrive la sua passione per la caccia ed i cavalli.

## Matrimonio e figli
Sposò il 9 ottobre 1722 a Braunfels Cristina Carlotta (1690–1751), una figlia del Conte Guglielmo Maurizio di Solms-Braunfels. Ebbero tre figli:
- Federico IV Carlo (1724–1751), Langravio regnante d'Assia-Homburg

sposò nel 1746 la Contessa Ulrica Luisa di Solms-Braunfels (1731-1792)
- Eugenio (1725-1725)
- Ulrica Sofia (1726–1792)

## Ascendenza
|                                                  |                       |                                                | Genitori                                |  |  | Nonni |  |  | Bisnonni                       |  |  | Trisnonni             |  |
|                                                  |                       |                                                |                                         |  |  |       |  |  | 8. Giorgio I d'Assia-Darmstadt |  |  | 16. Filippo I d'Assia |  |
|                                                  |                       |                                                |                                         |  |  |       |  |  | 8. Giorgio I d'Assia-Darmstadt |  |  | 16. Filippo I d'Assia |  |
|                                                  |                       | 17. Cristina di Sassonia                       |                                         |  |  |       |  |  | 8. Giorgio I d'Assia-Darmstadt |  |  |                       |  |
| 4. Federico I d'Assia-Homburg                    |                       |                                                |                                         |  |  |       |  |  | 8. Giorgio I d'Assia-Darmstadt |  |  |                       |  |
|                                                  |                       | 9. Maddalena di Lippe                          | 18. Bernardo VIII di Lippe              |  |  |       |  |  |                                |  |  |                       |  |
|                                                  |                       | 9. Maddalena di Lippe                          | 18. Bernardo VIII di Lippe              |  |  |       |  |  |                                |  |  |                       |  |
|                                                  |                       | 9. Maddalena di Lippe                          | 19. Caterina di Waldeck-Eisenberg       |  |  |       |  |  |                                |  |  |                       |  |
| 2. Federico II d'Assia-Homburg                   |                       | 9. Maddalena di Lippe                          |                                         |  |  |       |  |  |                                |  |  |                       |  |
|                                                  |                       | 10. Cristoforo di Leiningen-Westerburg         | 20. Giorgio I di Leiningen-Westerburg   |  |  |       |  |  |                                |  |  |                       |  |
|                                                  |                       | 10. Cristoforo di Leiningen-Westerburg         | 20. Giorgio I di Leiningen-Westerburg   |  |  |       |  |  |                                |  |  |                       |  |
|                                                  |                       | 10. Cristoforo di Leiningen-Westerburg         | 21. Margherita di Isenburg-Büdingen     |  |  |       |  |  |                                |  |  |                       |  |
| 5. Margherita Elisabetta di Leiningen-Westerburg |                       | 10. Cristoforo di Leiningen-Westerburg         |                                         |  |  |       |  |  |                                |  |  |                       |  |
|                                                  |                       | 11. Anna Maria Ungnad                          | 22. Federico Simone Ungnad              |  |  |       |  |  |                                |  |  |                       |  |
|                                                  |                       | 11. Anna Maria Ungnad                          | 22. Federico Simone Ungnad              |  |  |       |  |  |                                |  |  |                       |  |
|                                                  |                       | 11. Anna Maria Ungnad                          | 23. Caterina di Plesse                  |  |  |       |  |  |                                |  |  |                       |  |
| 1. Casimiro Guglielmo d'Assia-Homburg            |                       | 11. Anna Maria Ungnad                          |                                         |  |  |       |  |  |                                |  |  |                       |  |
|                                                  | 12. Guglielmo Kettler | 24. Gottardo Kettler                           |                                         |  |  |       |  |  |                                |  |  |                       |  |
|                                                  | 12. Guglielmo Kettler | 24. Gottardo Kettler                           |                                         |  |  |       |  |  |                                |  |  |                       |  |
|                                                  | 12. Guglielmo Kettler | 25. Anna di Meclemburgo                        |                                         |  |  |       |  |  |                                |  |  |                       |  |
| 6. Giacomo Kettler                               | 12. Guglielmo Kettler |                                                |                                         |  |  |       |  |  |                                |  |  |                       |  |
|                                                  |                       | 13. Sofia di Prussia                           | 26. Alberto Federico di Prussia         |  |  |       |  |  |                                |  |  |                       |  |
|                                                  |                       | 13. Sofia di Prussia                           | 26. Alberto Federico di Prussia         |  |  |       |  |  |                                |  |  |                       |  |
|                                                  |                       | 13. Sofia di Prussia                           | 27. Maria Eleonora di Jülich-Kleve-Berg |  |  |       |  |  |                                |  |  |                       |  |
| 3. Luisa Elisabetta di Curlandia                 |                       | 13. Sofia di Prussia                           |                                         |  |  |       |  |  |                                |  |  |                       |  |
|                                                  |                       | 14. Giorgio Guglielmo di Brandeburgo           | 28. Giovanni Sigismondo di Brandeburgo  |  |  |       |  |  |                                |  |  |                       |  |
|                                                  |                       | 14. Giorgio Guglielmo di Brandeburgo           | 28. Giovanni Sigismondo di Brandeburgo  |  |  |       |  |  |                                |  |  |                       |  |
|                                                  |                       | 14. Giorgio Guglielmo di Brandeburgo           | 29. Anna di Prussia                     |  |  |       |  |  |                                |  |  |                       |  |
| 7. Luisa Carlotta di Brandeburgo                 |                       | 14. Giorgio Guglielmo di Brandeburgo           |                                         |  |  |       |  |  |                                |  |  |                       |  |
|                                                  |                       | 15. Elisabetta Carlotta del Palatinato-Simmern | 30. Federico IV del Palatinato          |  |  |       |  |  |                                |  |  |                       |  |
|                                                  |                       | 15. Elisabetta Carlotta del Palatinato-Simmern | 30. Federico IV del Palatinato          |  |  |       |  |  |                                |  |  |                       |  |
|                                                  |                       | 15. Elisabetta Carlotta del Palatinato-Simmern | 31. Luisa Giuliana di Nassau            |  |  |       |  |  |                                |  |  |                       |  |
|                                                  |                       | 15. Elisabetta Carlotta del Palatinato-Simmern |                                         |  |  |       |  |  |                                |  |  |                       |  |

## Fonti
- Wilhelm Hammann: Das Leben des Landgrafen Kasimir Wilhelm von Hessen-Homburg 1690 bis 1726, in: Jahresbericht des Grossherzoglichen Ludwig-Georgs-Gymnasiums, 1907
- Philipp Dieffenbach: Geschichte von Hessen mit besonderer Berücksichtigung des Grohßerzogthums, p. 232
- Jürgen Rainer Wolf: Landgraf Kasimir Wilhelm von Hessen-Homburg und seine vergessene Hofhaltung im Herzogtum Magdeburg, in: Aus dem Stadtarchiv. Vorträge zur Bad Hombuger Geschichte 1995/1996, Bad Homburg vor der Höhe, 1997, p. 7–27